# Pulau Dua Barat
Pulau Dua Barat är en ö i Indonesien.   Den ligger i provinsen Jakarta, i den västra delen av landet, 100 km norr om huvudstaden Jakarta.
Terrängen på Pulau Dua Barat är varierad. Öns högsta punkt är 11 meter över havet. 